# PERFECT DAYS
『PERFECT DAYS』（パーフェクト・デイズ、原題：Perfect Days）は、2023年に日本・ドイツ合作で制作されたドラマ映画。
ヴィム・ヴェンダース監督が東京を舞台に、役所広司演じる清掃作業員の日々を描く。第76回カンヌ国際映画祭コンペティション部門に出品され、役所が日本人俳優としては『誰も知らない』の柳楽優弥以来19年ぶり2人目となる男優賞を受賞したほか、作品はエキュメニカル審査員賞を受賞した。
また2024年の第96回アカデミー賞では日本代表作品として国際長編映画賞にノミネートされた。

## 概要
映画製作のきっかけは、渋谷区内17か所の公共トイレを刷新する日本財団のプロジェクト「THE TOKYO TOILET」である。プロジェクトを主導した柳井康治（ファーストリテイリング取締役）と、これに協力した高崎卓馬が、活動のPRを目的とした短編オムニバス映画を計画。その監督としてヴィム・ヴェンダースに白羽の矢が立てられた。
ヴェンダースが敬愛する小津安二郎の事跡をたどる『東京画』（1985）を監督するなど日本とのつながりの深さで知られたヴィム・ヴェンダースは、当初、短いアート作品の製作を考えていたが、日本滞在時に接した折り目正しいサービスや公共の場所の清潔さに感銘を受け、長篇作品として再構想。ヴェンダースが日本の街の特徴と考えた「職人意識」「責任感」を体現する存在として主人公を位置づけ、高崎卓馬の協力を得て東京を舞台とするオリジナルな物語を書き下ろした。
主人公の男に与えられた「平山」という名前は、『東京物語』や『秋刀魚の味』で笠智衆が演じた登場人物をはじめ、小津安二郎監督の作品に繰り返し使われる名前である。
ヴェンダースのドキュメンタリー映画『Pina/ピナ・バウシュ 踊り続けるいのち』でカメラを担当したフランツ・ルスティグが本作で撮影監督をつとめ、東京都内を中心に17日間にわたって撮影が行われた。役所ら俳優はプロの清掃員の協力を得て役作りを行っている。
製作は Master Mind（日本）、スプーン（日本）、ヴェンダース・イメージズ（独）。海外配給はマッチ・ファクトリー、日本国内の配給はビターズ・エンド。124分。

## あらすじ
東京スカイツリーに近い古びたアパートに住む中年のトイレ清掃員・平山は、薄暗いうちに目をさまし、毎日同じ手順で身支度をしてワゴン車に乗り込む。車内ではカセットテープを聞きながら、渋谷区内の公衆トイレを転々と巡り、隅々まで磨き上げていく。一方で、若い同僚のタカシ（柄本時生）は、遅刻したうえ清掃をいいかげんにすませ、通っているガールズ・バーのアヤ（アオイヤマダ）と深い仲になりたいが金がないとぼやいてばかりいる。

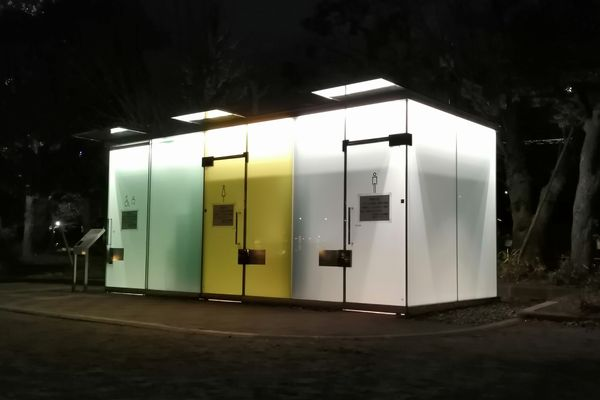
撮影が行われた公共トイレのひとつ（東京都渋谷区）。

仕事が終わると、銭湯で身体を洗い、浅草の地下の大衆食堂で簡単な食事をすませ、布団の中で文庫本を読む。眠りについた平山の夢では、その日に目にした光景が重なり合っている。
規則的な日々の中でも、平山は小さな楽しみを数多く持っている。いつも簡単な昼食をとる神社の境内では境内の木々を見上げて写真を撮る。木の芽を掘り返して丁寧に持ち帰り、部屋に集めて育てている。公園や街の中で不思議な動きをくりかえすホームレス風の老人（田中泯）のことも、ずっと気になっている。
休日には部屋の掃除をし、カメラ屋でフィルムの現像を受け取り、古本屋で文庫本を物色する。時には和装のママ（石川さゆり）が切り盛りする小さな居酒屋を訪れ、客のギターに合わせたママの歌に耳を傾けることもある。
ある日、仕事場で平山とタカシが作業をしているとアヤがやってくる。タカシは作業後にアヤと出かけようとするが、バイクが動かず、平山のワゴン車に三人で乗り込む。アヤが車を降りるとき、タカシは平山の目を盗んでカセットテープをアヤのバッグに滑り込ませる。

タカシはアヤのいるガールズバーへ行く金をつくるため、平山のカセットテープが売れないかと思い立つ。平山を連れて中古店を訪れ、カセットテープを店員に見せると、思いのほか高い値がつく。それを知ったタカシは興奮して売ろうとするが、平山はそれを制止して自分の所持金を渡す。翌日、アヤはカセットテープを返しに平山の前に現れ、返す前にもう一度聞きたいと申し出る。音楽を聴くうちにアヤはふいに涙ぐみ、平山の頬にキスをして立ち去る。

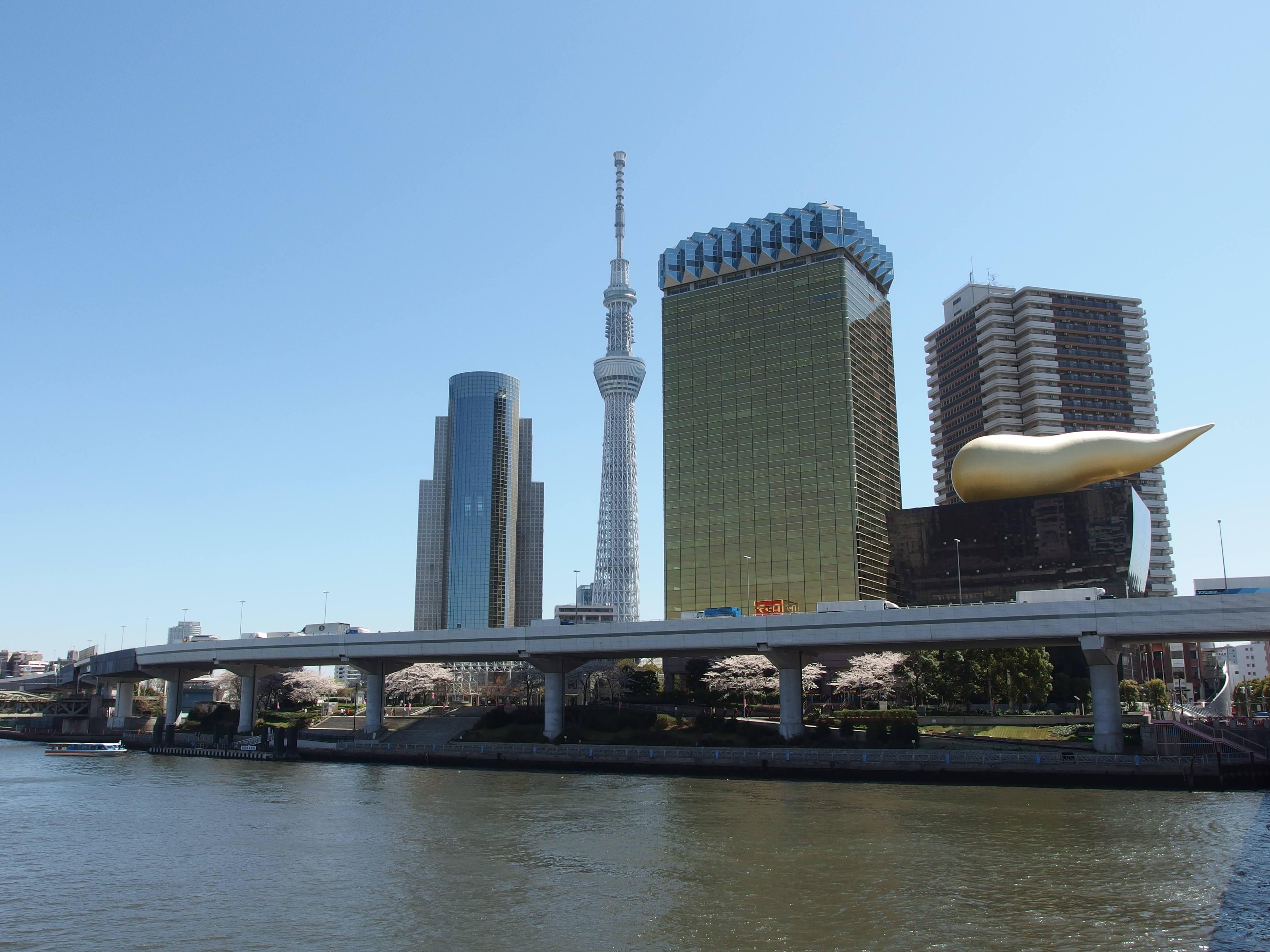
隅田川と東京スカイツリー（2014年）。『ニューヨーク・タイムズ』紙などは、劇中で反復される川のイメージと浅草の街を見下ろすスカイツリーとの対比が、物語を支える重要な要素になっていると評した。

ある日、平山が仕事から帰ると、家出してきた姪のニコ（中野有紗）がアパートの前で待っている。ニコは平山の妹（麻生祐未）の娘で、 平山とは住む世界が違うのだから会ってはいけないと母親から言い渡されているらしい。ニコは清掃の仕事に同行し平山と打ち解けてゆくが、やがて平山の妹がニコを連れ戻しにやってくる。
次の日、タカシが電話をかけてきて、仕事をやめると告げる。代わりが見つからず、仕方なく平山はタカシの持ち場も遅くまで巡回することになる。作業が終わると、平山は事務所への電話で声を荒げてしまう。
休日、平山がママの居酒屋を早めに訪れると、店内でママと見知らぬ男が抱きあっているのを見てしまう。慌ててその場を離れ、橋の下で缶ハイボールを飲み、慣れないタバコを吸っていると、その男（三浦友和）が現れ、ママと離婚した元夫だと名乗る。自分のガンが転移したと知り、ママに会っておきたかったのだと言う。平山との会話の中で男はふと、影は重なると濃くなるのか、何も変わらないのかとつぶやく。二人の影を重ねてみて、男は何も変わらないんじゃないかと言うが、平山は「なんにも変わらないなんてそんな馬鹿な話、ないですよ」と返す。二人はしばらく影踏みをして遊ぶ。
翌日、いつもどおり仕事に向かう車の中で、平山の表情には涙と笑いの交錯する感情が溢れかえっている。

## キャスト
- 平山：役所広司
- タカシ：柄本時生
- ニコ：中野有紗
- アヤ：アオイヤマダ
- ケイコ：麻生祐未
- ママ：石川さゆり
- 友山：三浦友和
- ホームレス：田中泯
- 居酒屋の店主：甲本雅裕
- OL：長井短
- 本屋の店員：犬山イヌコ
- バーの常連客：モロ師岡、あがた森魚
- 駐車場係員：松金よね子
- サトウ：安藤玉恵

## スタッフ
- 監督：ヴィム・ヴェンダース
- 脚本：ヴィム・ヴェンダース、高崎卓馬
- 企画：柳井康治
- エグゼクティブプロデューサー：役所広司
- プロデュース：ヴィム・ヴェンダース、高崎卓馬、柳井康治、國枝礼子、ケイコ・オリビア・トミナガ、矢花宏太、大桑仁、小林祐介
- 撮影：フランツ・ルスティグ
- 編集：トニー・フロッシュハマー
- サウンドデザイン＆リレコーディングミキサー：マティアス・レンペルト
- インスタレーション撮影：ドナータ・ヴェンダース
- インスタレーション編集：クレメンタイン・デクロン
- 美術：桑島十和子
- スタイリスト：伊賀大介
- ヘアメイク：勇見勝彦
- キャスティングディレクター：元川益暢
- ロケーションマネージャー：高橋亨
- ポスプロスーパーバイザー：ドミニク・ボレン
- VFXスーパーバイザー：カレ・マックス・ホフマン

## 評価・受容

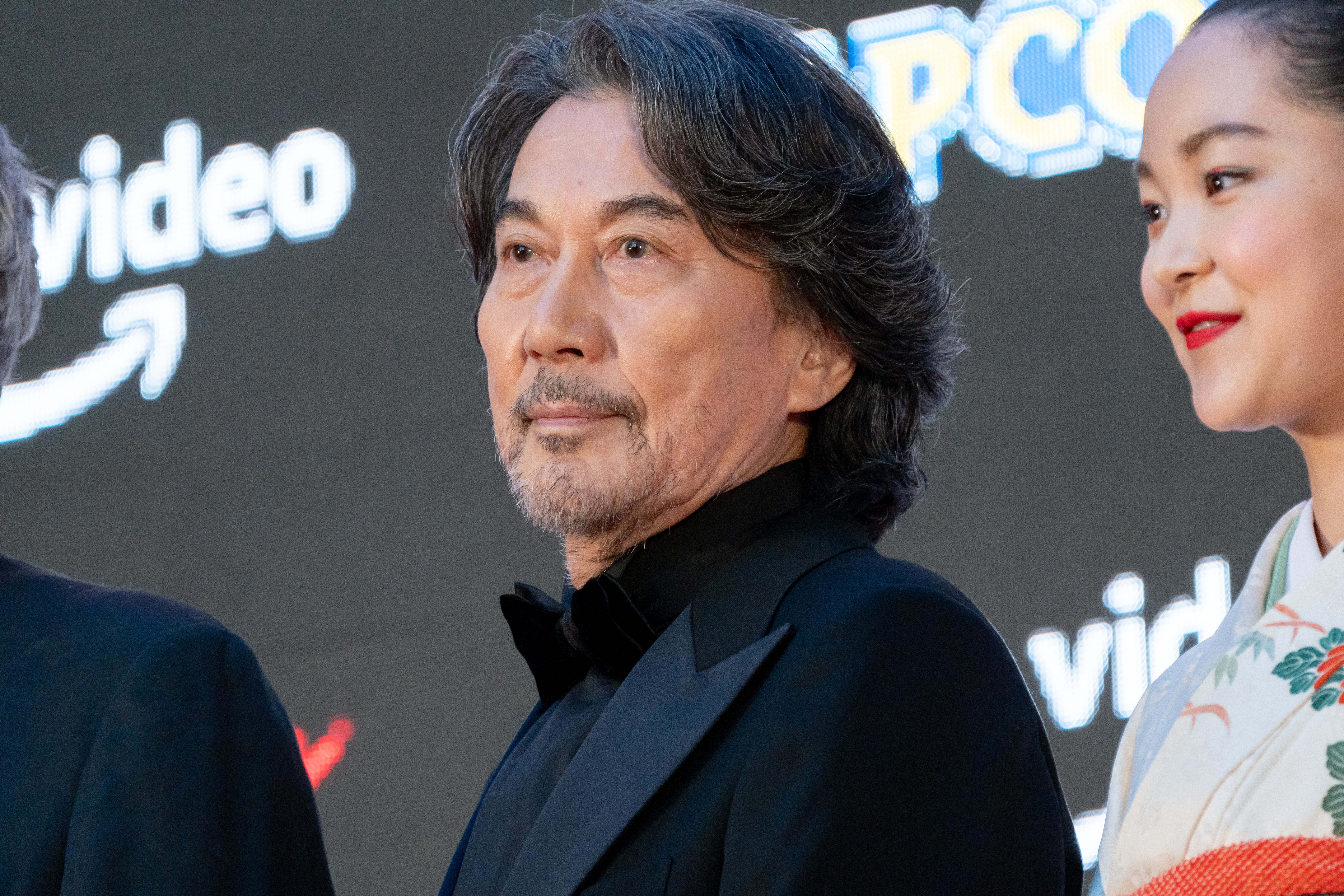
主演をつとめた役所広司（2023年）。

この作品はカンヌ国際映画祭で初上映され、欧米ではおおむね好感をもって受けとめられた。イギリスの『ガーディアン』紙は、この映画は感情表現をいささか抑制しすぎて曖昧さが残るものの、役所広司の聡明さ・存在感の強さが都会的な空気をささえていて魅力的な「東京映画」になっていると評した。
カンヌ国際映画祭で審査員に加わった台湾の批評家、王信（ワン・シン）はこの作品について、ヴェンダースの代表作のひとつとみなされている『パリ、テキサス』が、日本を舞台にさらに成熟した高いレベルで作り直されたかのようだと評し、芸術というものの本質を純粋な形で表現しきった作品としてヴェンダース畢生の傑作と呼ばれるだろうと絶賛した。 フランスの『ル・モンド』紙でも、ヴェンダースがキャリア初期から得意としてきた「静謐な画面構成の美学」が本作で一つの頂点に達した、と高く評価された
アメリカの『ハリウッド・リポーター』誌は、とりわけエンディングの長いショットが、平山の人生への満足と後悔を表現する役所の見事な演技によって驚くべき効果をあげていると指摘。『バラエティ』誌もそのエンディングのショットを中心に論じ、映画の構造はごくシンプルで『ベルリン・天使の詩』のような哲学的な内省は登場しないが、そのドキュメンタリー風の撮影手法も相まって、ヴェンダースによる劇映画としてはここ数十年でもっともすぐれた作品になったと称賛した。
またアメリカの代表的な映画メディアのひとつ『IndieWire』は、平山の過去を映画の前半ほとんどで伏せたままにするヴェンダースの演出法が、彼の存在を普遍的な生活の形として表現することに成功している、などと評した。

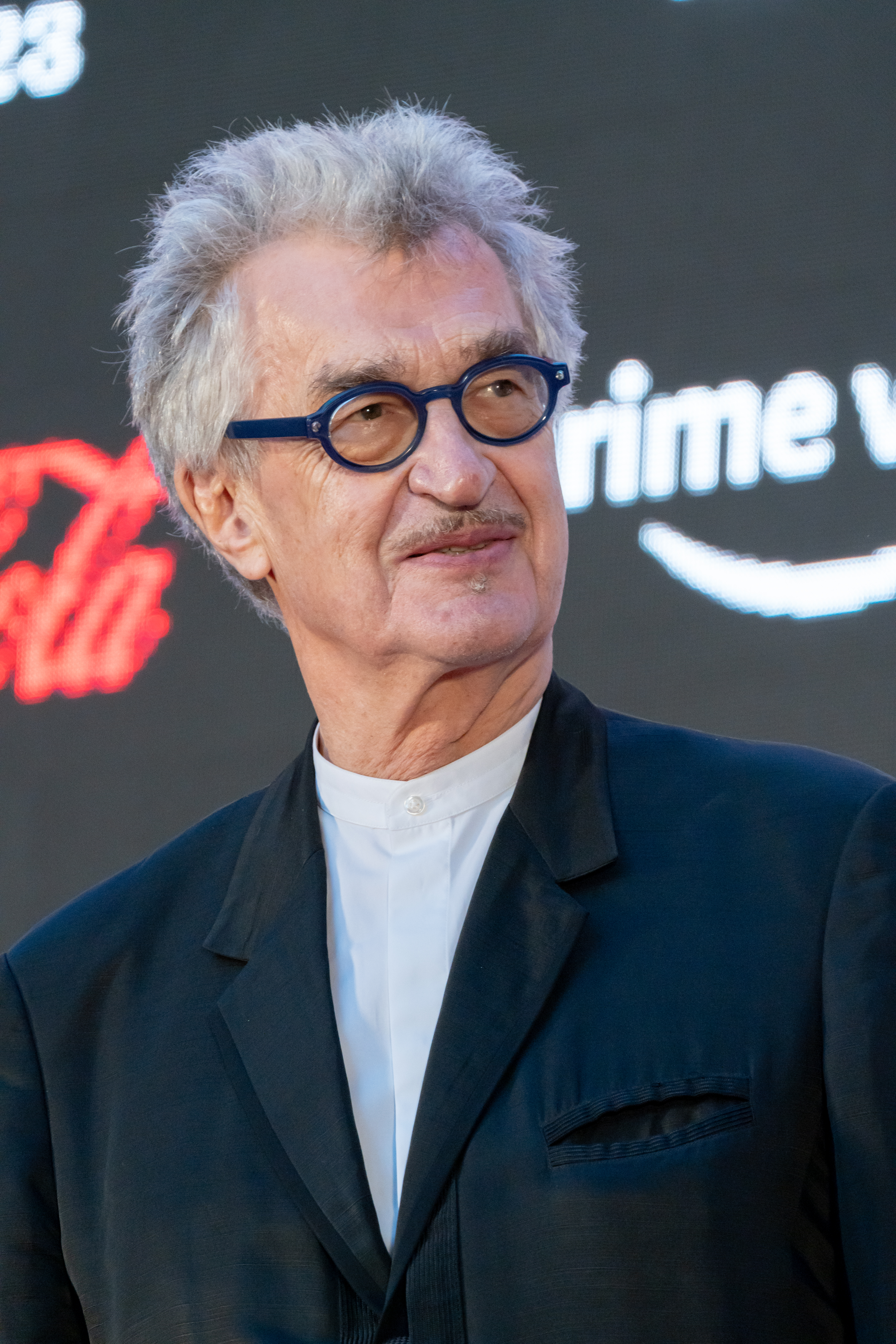
東京国際映画祭に登壇した監督のヴィム・ヴェンダース。（2023年）。

一般公開後のレビューでは、『ニューヨーク・タイムズ』紙が映画の中でていねいに反復される「木のイメージ」（スカイツリー、神社境内の樹、夢に現れる木洩れ日、等）に注目し、ヴェンダースがこの映像を繰りかえすことによって、影とともに生きるが深く根を張っている樹木の姿に平山の人生を重ね合わせている、と高く評価した。著名なDVDレーベル『クライテリオン』サイトでも、平山の見る夢の映像が都市風景と並んでこの作品の柱となっていると論じている。
『フィナンシャル・タイムズ』紙は、この作品が低廉労働を美化しているという見方に言及する一方、ヴェンダースは物思いにふける平山の寂しい視線を的確にとらえることで、平山が自らの過去に抱く複雑な感情を暗示しており、その陰影に富んだ奥行きの深さがこの作品の美質だと称賛した。平山の複雑な過去への暗示がこの作品の大きな力だとする見方は、『ロサンゼルス・タイムズ』紙などでも示されている。
日本では、批評家の中条省平が「清冽な美しさに満ちた作品」「必見の一作」と称賛し、とりわけ車と自転車による移動ショットにおいて、ロードムービーの名作で知られたヴェンダースが復活して「かつてのみずみずしさを保ちながら、円熟の味わいを加え、日常生活そのものをロードムーヴィ化している」と評した。読売新聞編集委員の恩田泰子は「今の東京に存在する風景、さらには人間たちのさりげない切り取り方に、ヴェンダース監督の美学」がにじんでおり、「そこに存在するものをあるがままに見つめる旅人の無垢なまなざし」にその真骨頂がある、と指摘した。
また映画評論家の暉峻創三は田中泯など出番の少ない出演者に注目し、「映画に登場する人々を出番の多寡にかかわらずこぞって輝かせられる力もまた、ヴェンダースの優れた作家性」と論じた。さらに映画ジャーナリストの大高宏雄は、「本作の真骨頂は、繰り返す日常の営みそのもの」と指摘し、役所広司が『東京物語』の笠智衆の境地に近づいていると述べている。
一方、英語圏の映画レビューサイト「Rotten Tomatoes」では、一般公開後の2023年12月の時点で、全体として90％以上の高スコアを獲得したものの、脚本の起伏の乏しさや抑揚を欠いた演技を批判する批評家コメントも掲載されている。また『ウォール・ストリート・ジャーナル』などでは、役所の演技は称賛に値するがヴェンダースの映像描写は単純労働を美化しすぎる傾向がある、とする批判も出されている。『ニューヨーカー』誌でも、映像の美しさは認めつつ、抑制的すぎる脚本がさまざまな曲解をうむ「ミニマリズムの危うさ」をはらんでいると指摘した。さらに日本でも、メディア学者の林香里がニューヨークタイムズ紙東京支局の取材に答えた際には、本作が映しているものは日本の労働環境を無視した上で日本の平穏さを美化する「西洋人や男性の夢」であると述べ、「本作を素晴らしいと思う感性の人たちはお金持ちで、自身のタイムスケジュールから逃れたいと思っている人ではないか」と批判的なコメントをしている。
一般公開から約3か月後の2月18日の時点で、本作の世界興行収入は2430万ドル（約36億円）を超え、ヴェンダース作品としては過去最高の興行成績をあげた作品となった。

### 受賞
- 第76回カンヌ国際映画祭（2023年） - 主演男優賞（役所広司）、エキュメニカル審査員賞
- アジア太平洋映画賞（2023年） - 作品賞 (Best Film)[41]
- モントクレア映画祭（2023年） - 若手審査員賞 (Junior Jury Prize)[42]
- 第47回日本アカデミー賞（2024年） - 最優秀作品賞、最優秀監督賞（ヴィム・ヴェンダース）、最優秀主演男優賞（役所広司）[43]
- 第17回アジア・フィルム・アワード（2024年） - 主演男優賞（役所広司）[44]
- ソフィア国際映画祭（2024年）- 観客賞[45]
- 第46回ヨコハマ映画祭 （2025年）- 主演男優賞（役所広司）[46]

## 劇中の音楽・書籍

### 音楽
劇中で流れる音楽はヴィム・ヴェンダース自身によって慎重に選ばれ、作品の重要な要素となっている。ともに選曲にかかわった共同脚本の高崎卓馬によると、ヴェンダースは製作の早い段階で「演出効果のために平山が聞くはずのない音楽を使うこと」を自ら封じ、時間をかけて選んでいったという。
- 「朝日のあたる家」（The House of the Rising Sun）アメリカのフォークソング。アニマルズと浅川マキの2つのバージョンが用いられている。後者は、歌唱：石川さゆり、ギター伴奏：あがた森魚。
- ヴェルヴェット・アンダーグラウンド「Pale Blue Eyes」
- オーティス・レディング「ドック・オブ・ベイ」（(Sittin' On) The Dock of the Bay）
- ルー・リード「パーフェクト・デイ」（Perfect Day）
- パティ・スミス「Redondo Beach」
- ローリング・ストーンズ「めざめぬ街」（(Walkin' Thru The) Sleepy City）
- 金延幸子「青い魚」[48]
- ヴァン・モリソン「ブラウン・アイド・ガール」（Brown Eyed Girl）
- キンクス「サニー・アフタヌーン」（Sunny Afternoon）
- ニーナ・シモン「Feeling Good」

### 書籍
平山が手にする文庫本のうち、書影が映されるか題名が言及されるもの。
- ウィリアム・フォークナー（大久保康雄訳）『野生の棕櫚』中公文庫、1954　ISBN 978-4102102046（原題：The Wild Palms）
- 幸田文『木』 新潮文庫、1995　ISBN 978-4101116075
- パトリシア・ハイスミス（小倉多加志訳）『11の物語』ハヤカワ・ミステリ文庫、2005　ISBN 978-4151759512（原題：Eleven）

## 関連文献
- 「特集 すばらしき映画人生！ ヴィム・ヴェンダースの世界へ」『SWITCH』Vol.41. No.1, 2023年12月号（スイッチ・パブリッシング、2023）ISBN 978-4-8841-8609-8
- 岡野民・永禮賢『The Tokyo Toilet』（TOTO出版, 2023）ISBN 978-4887064041
- 蓮實重彦『光をめぐって：映画インタヴュー集』（筑摩書房、1991）
- ヴィム・ヴェンダース、高崎卓馬『ヴィム・ヴェンダース パーフェクト・デイズ ダイアリーズ 逆光』 （リトル・モア, 2024）ISBN 978-4898155929
- Olivier Delers & Martin Sulzer-Reichel eds., Wim Wenders: Making Films that Matter (Bloomsbury, 2020) ISBN 978-1501356339
- Wenders, Wim and Mary Zournazi: Inventing Peace: A Dialogue on Perception (I.B.Taurus, 2013)
- Wenders, Wim and Michael Hofmann: The Logic of Images: Essays and Conversations (Farmer & Farmer, 1992) （『映像（イメージ）の論理』三宅晶子・瀬川裕司訳、河出書房新社、1992年 ISBN 978-4309261614）